# Ozarba marwitzi
Ozarba marwitzi là một loài bướm đêm trong họ Noctuidae.